# Ятло Леонід Петрович
Ятло Леонід Петрович (22 травня 1958) — хоровий диригент, педагог, музично-громадський діяч, заслужений працівник культури України, доцент кафедри музикознавства та вокально-хорових дисциплін Уманського державного педагогічного університету імені Павла Тичини.

## Життєпис
1982 — Київська державна консерваторія ім. П.І.Чайковського, спеціальність — «Диригент хору, викладач хорових дисциплін»; 1996 — Європейська Академія хорових диригентів (Німеччина). З 1995 року — Президент Фонду культурно-освітніх ініціатив «АЕДА», директор — художній керівник Уманського міського камерного хору (1986—2014). З 2015 року — декан факультету мистецтв Уманський державний педагогічний університет імені Павла Тичини.

## Творчість
Організатор та засновник:
1986 — Уманський камерний хор Музичного товариства України; 1995 — Фонду культурно-освітніх ініціатив «АЕДА»; 1996 — Уманського міського камерного хору; 1996 — Дитячої вокально-хорової школи Фонду «АЕДА»; 1996 — Дитячого хору «АЕДА».
Диригент:
1978 — Народної хорової капели АН УРСР; 1982 — Державного ансамблю пісні і танцю «Поділля» Вінницької обласної філармонії; 1985 — Народної хорової капели ветеранів війни і праці Уманського МБК; 1986 — Уманського камерного хору Музичного товариства України; 1996 — Уманського міського камерного хору; 1996 — Дитячого хору «АЕДА» вокально-хорової школи Фонду «АЕДА»; 2006 — Народного академічного хору «Юність» Уманського державного педагогічного університету імені Павла Тичини;

## Відзнаки
Лауреат:
- 1989 — Перша премія І Всеукраїнського конкурсу хорових колективів імені М. Д. Леонтовича та Приз за найкраще виконання на конкурсі творів Миколи Леонтовича (Україна, Київ);
- 1990 — Перша премія і Приз за найкраще виконання сучасної музики Міжнародного конкурсу серед переможців національних конкурсів (Росія, Саратов);
- 1991 — Друга премія та Приз за найкраще виконання обов'язкового твору XXI Міжнародного хорового конкурсу «Професора Г. Дімітрова» (Болгарія, Варна);
- 1992 — Друга та четверта премії XVI Міжнародного хорового конкурсу «Cantonigros ’92», (Іспанія, Кантонігрос);
- 1995 — Друга премія XLIII Міжнародного поліфонічного конкурсу «Guido D ‘Агеzzо», (Італія, Ареццо);
- 2000 — Третя премія XXIX Міжнародного хорового конкурсу «Florilège Vocal de Tours», (Франція, Тур);
- 2006 — Третя премія Міжнародного хорового конкурсу в Барселоні (Іспанія);
- 2010 — Перша премія І «Міжнародного хорового конкурсу імені Павла Муравського» (Україна)[3]

Дипломант:
- Міжнародного конкурсу хорового співу в Шпітталь-Драу (Австрія, 1995); Міжнародного конкурсу камерних хорів « Marktoberdorf ’2001» (Німеччина, 2001);
- Учасник Міжнародних музичних фестивалів у Великій Британії (1998, 2004), Німеччині (1997, 2001), Італії (1995, 2003), Франції (1997, 2000), Іспанії (1992,1993,1994, 1995, 2006), Австрії (1995), Чехії (1993), Росії (1990), Естонії (2002); Польщі (2010, 2011).
- Міжнародних хорових фестивалів в Україні — «Передзвін» (Івано-Франківськ, 2002), «Золотоверхий Київ» (Київ, 2007), «Благовіст» (Умань, 2008, 2010).
- творчих звітів майстрів мистецтв Черкащини, неодноразово залучався до участі у мистецьких заходах загальнодержавного значення.

###### Член журі
- Всеукраїнського хорового конкурсу імені Порфирія Демуцького (Київ, 1994),
- Всеукраїнського конкурсу хорової музики імені Дениса Січинського (Івано-Франківськ, 2005),
- Міжнародного хорового конкурсу імені Павла Муравського (2012).

Автор навчального посібника з грифом МОН України «Теорія та методика роботи з дитячим хором» для студентів вищих навчальних закладів, методичних рекомендацій та наукових публікацій з актуальних проблем розвитку педагогіки музичного мистецтва.
В Україні і Німеччині записав чотири компакт-диски шедеврів національної і зарубіжної музики.

## Нагороди
- «Заслужений працівник культури Української РСР» (1990 р.),
- нагрудний знак Міністерства культури Союзу РСР «За достижения в музыкальном творчестве» (1990),
- Почесна грамота Міністерства культури і мистецтв України,
- Почесна грамота Всеукраїнської музичної спілки,
- Почесні грамоти Черкаської обласної ради, Черкаської обласної державної адміністрації, почесна відзнака Уманської міської ради «За заслуги перед містом» (2006),
- Диплом та почесний знак «Мистецький Олімп України» Комітету Верховної Ради України з питань культури і духовності (2007),
- Почесна відзнака Міністерства культури і туризму України «За досягнення в розвитку культури і мистецтва» (2008)

Включений до Національної музичної енциклопедії «Мистецький Олімп України»; «Хорове виконавство України. Диригенти».